# Posteljina
Posteljina je materijal koji se stavlja preko madraca kreveta iz higijenskih razloga, za održavanje topline, zaštitu madraca i kao ukras.
Set posteljine obično se sastoji od plahte koja prekriva madrac, ravne plahte koja se stavlja na madrac, deke i jastuka s jastučnicama.